# Maria Schmitz (Schriftstellerin)

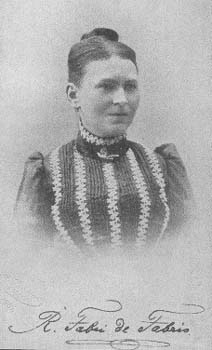
Maria Schmitz, Foto veröffentlicht 1902

Maria Schmitz (Maria Magdalena Angelica Catharina Schmitz, geb. Köhler, Pseudonyme Angelika Harten und R. Fabri de Fabris, * 25. Februar 1858 in Neuß; † 8. Januar 1945 in Kraschnitz) war eine deutsche Schriftstellerin.

## Leben
Als Maria 12 Jahre alt war, wurde der Vater Dr. Joseph Köhler, ein Gymnasialdirektor und späterer Landtagsabgeordneter, an das Jesuitenkolleg in Münstereifel versetzt. 1875 ging er nach Emmerich. Maria blieb in Münstereifel und besuchte die dortige Pensionatsschule der Ursulinen von St. Salvator. Über diese Zeit hat die Schriftstellerin unter dem Pseudonym Angelika Harten später in der Backfischerzählung „Wildfang im Pensionat“ (1897) ausführlich geschrieben.
Maria legte mit 18 Jahren das Examen als Lehrerin ab und war zunächst an der Töchterschule in Bochum und später für vier Jahre an der St. Leonhard-Schule in Aachen im Schuldienst tätig. 1882 heiratete sie den Aachener Fabrikdirektor Joseph Schmitz, mit dem sie mehrere Kinder hatte.
Der Literaturhistoriker P. Wilhelm Kreiten S.J. ermunterte die junge Frau zum Schreiben, sodass 1895 ihr erstes Buch „Was die Blumen erzählen“ unter dem Pseudonym R. Fabri de Fabris erschien. Es folgten ausgedehnte Reisen durch Deutschland, die Niederlande und den Norden Frankreichs. Nachdem ihr Ehemann im Jahre 1897 gestorben war, lebte die Witwe sehr zurückgezogen und widmete sich neben der Erziehung ihrer Kinder ganz der Schriftstellerei. Unter ihren Pseudonymen erschienen nun jährlich Jungmädchenbücher, Märchenbücher und Romane. Besonders die „Wildfangbände“ erreichten hohe Auflagen. 1922 wurde „Das Jüngferlein von Avalon, Geschichte einer Jugend“ mit dem Graf-Schaffgotsch-Preis des Borromäusvereins ausgezeichnet.
Über 40 Bücher sind von der Schriftstellerin bekannt. Dazu kommen zahlreiche Veröffentlichungen von Erzählungen und Märchen in Anthologien und Zeitschriften der damaligen Zeit, wie zum Beispiel in „Der Gral“.

## Werke

### Unter dem Pseudonym Angelika Harten
- Aus Wildfangs Kinderjahren. Erzählung für junge Mädchen. Bachem, Köln 1896.
- Draußen in der Welt. Eine Mädchengeschichte. Bachem, Köln 1896.
- Wildfang im Pensionat. Erzählung für junge Mädchen. Bachem, Köln 1897.
- Am Wichtelborn. Neue Märchen. Bachem, Köln 1899.
- Aus Wildfangs Brautzeit. Der jungen Damenwelt erzählt. Bachem, Köln, 1901.
- Fräulein Übermeer. Die Geschichte eines jungen Mädchens. Bachem, Köln 1901.
- Heimchen. Eine Mädchengeschichte. Bachem, Köln 1903.
- Zur Sonnwendzeit. Neue Märchen. Köln, Bachem 1904.
- Im Zauberland. Neue Märchen und Geschichten. Köln, Bachem 1905.
- Swanhilde. Das Märchen vom braven Hirtenbüblein. Münchener Volksschriftenverlag, München 1906.
- Im Waldparadies. Eine Geschichte für die Jugend. Köln, Bachem 1908.
- Von stillen Leuten. Erzählungen. Alber, Ravensburg 1908.
- Die Goldmarie. Eine Kleinstadtgeschichte. 1909.[2]

(auch unter dem Pseudonym R. Fabri de Fabris)
- Die Wasserfrau. Drei Märchen. Bachem, Köln 1915.
- Das Jüngferlein von Avalon. Die Geschichte einer Jugend. Benziger, Einsiedeln 1922.
- Auf der Waldwiese. Allerlei Geschichten und Märchen fürs kleine Volk. Tyrolia, Innsbruck 1925.

### Unter dem Pseudonym R. Fabri de Fabris
- Was die Blumen erzählen. Geschichten und Bilder. Bachem, Köln 1895.
- Lieb und Leid. Geschichten und Bilder. 1898.[3]
- Aus dem Bilderbuch des Lebens. Erzählungen. Butzon und Bercker, Kevelaer 1899.
- Von der Wanderstraße. Geschichten und Bilder. Bachem, Köln 1905.
- Schlichte Geschichten. Noveletten und Skizzen. Butzon und Bercker, Kevelaer 1906.
- Im Wandel des Lebens. Erzählungen. Bachem, Köln 1910.
- Die da wandern und irren. Roman. Alber, Ravensburg 1907.
- Von stillen Leuten. Erzählung. Alber, Ravensburg 1908.
- Ruth Hergarten. Ein Buch vom Sonnenschein. Schnell, Warendorf 1911.
- Die Wacholderleute. Roman. Bachem, Köln 1912.
- Der hässliche Waldemar. Geschichten und Bilder von der Wanderstraße. Butzon und Bercker, Kevelaer/Leipzig 1913.
- Sommerlaub. Erzählung.  Fredebeul & Koenen, Essen 1913.
- Kehr’ wieder. Geschichten und Bilder von der Wanderstraße. Butzon und Bercker, Kevelaer/Leipzig 1913.
- Im Frührot. [Biographische Erzählung], in: Maria Köchling Hg.: Dichters Werden. 1919.
- Zerstörtes Glück. Erzählung. Hrsg. Johannes Mumbauer. Hausen, Saarlouis, 1919.
- Im Schatten der Schuld. Roman. Benziger, Einsiedeln/Waldshut/Köln/Straßburg 1919.
- Wandlungen. Roman. Habbel, Regensburg 1923.
- Zwischen Himmel und Erde. Skizzen. Berglandverlag, Elberfeld 1925.
- Gradje. Novellen. Bergland-Verlag, Elberfeld 1926.

### Unklar unter welchem Pseudonym erschienen
- Besserweiß und Dummerchen. Erzählung. Limburger Vereinsdruckerei, Limburg 1900.
- Der Heckenschütze und andere Kriegserzählungen aus der Wallonie und Flandern. 1917.[4]
- Schnurri. Geschichten von Kindern und Kätzchen. Bachem, Köln 1921.
- Die Zauberburg. Märchen. Bachem, Köln 1921.
- Susaseide, wir reiten über die Heide. Gedichte. Bachem, Köln 1921.
- Prinzessin Tausendschön. Märchen. Bachem, Köln 1921.